# Тарасов, Александр Сергеевич
Алекса́ндр Серге́евич Тара́сов (род. 10 января 2006, Отрадное, Ленинградская область) — российский футболист, защитник клуба «Ростов».

## Клубная карьера
Родился в Отрадном, Ленинградская область.
Воспитанник академии петербургского «Зенита».
В составе молодёжной команды «Зенита» стал серебряным призёром Молодёжной футбольной лиги 2024.
15 июня 2025 года в матче Второй лиги (дивизион «Б») против «Космоса» дебютировал в профессиональном футболе за «Зенит-2».
26 июня 2025 года подписал пятилетний контракт с клубом «Ростов». 20 июля 2025 года в матче против петербургского «Зенита» дебютировал в РПЛ.

## Карьера в сборной
В октябре 2024 года был вызван в сборную России (до 19 лет). 15 октября 2025 года в товарищеском матче против сборной Сербии (до 19 лет).

## Статистика выступлений
| Выступление      | Выступление       | Выступление      | Лига | Лига | Кубки | Кубки | Итого | Итого |
| Клуб             | Лига              | Сезон            | Игры | Голы | Игры  | Голы  | Игры  | Голы  |
| ---------------- | ----------------- | ---------------- | ---- | ---- | ----- | ----- | ----- | ----- |
| Зенит-2          | Вторая лига («Б») | 2025             | 1    | 1    | —     | —     | 1     | 1     |
| Зенит-2          | Итого             | Итого            | 1    | 1    | —     | —     | 1     | 1     |
| Ростов           | РПЛ               | 2025/26          | 4    | 0    | 2     | 0     | 6     | 0     |
| Ростов           | Итого             | Итого            | 4    | 0    | 2     | 0     | 6     | 0     |
| Всего за карьеру | Всего за карьеру  | Всего за карьеру | 5    | 1    | 2     | 0     | 7     | 1     |

## Достижения
«Зенит» (СПб)
- Серебряный призёр Молодёжной футбольной лиги: 2024